# 긴장도
언어학에서 긴장도(tenseness)란 많은 언어에서 음운의 대비를 이루는 성질의 하나이다. 긴장도가 높은 쪽을 긴장음(tense sound), 낮은 쪽으로 이완음(lax sound)이라 한다. 한국어에서는 경음(fortis)인 /ㄸ/가 연음(lenis) /ㄷ/에 대응되는 긴장음이며, 영어의 경우 장모음 [i]가 단모음 [ɪ]에 대비되는 긴장음이다. 닿소리의 경우 혀 등의 근육의 긴장을 수반하는 발음을 긴장음이라 하나 홀소리의 경우 그렇지 않은 경우도 있다.

## 같이 보기
- 경음과 연음 (fortis and lenis)
- 유성음
- 무성음
- 유기음
- 무기음
- 성대진동 시작 시간 (voice onset time)